# Юлмуст
Юлмуст (швед. julmust) — традиційний шведський газований безалкогольний напій на основі води, лимонної кислоти, карамельного барвника і прянощів (гвоздика, бадьян, кардамон). Зазвичай продається в крамницях. Нагадує український квас. Вживається в період пізнього адвенту і безпосередньо в Різдво за григоріанським календарем, бувши невід'ємною частиною свята. У різдвяні свята юлмуст — найпопулярніший напій у Швеції і за кількістю продажів залишає далеко позаду навіть найбільш відомі марки газованих напоїв. Оригінальний повний рецепт юлмуста є таємницею і відомий лише виробникам. На етикетках напою часто зображується Юленіссе — шведський Дід Мороз.

## Галерея

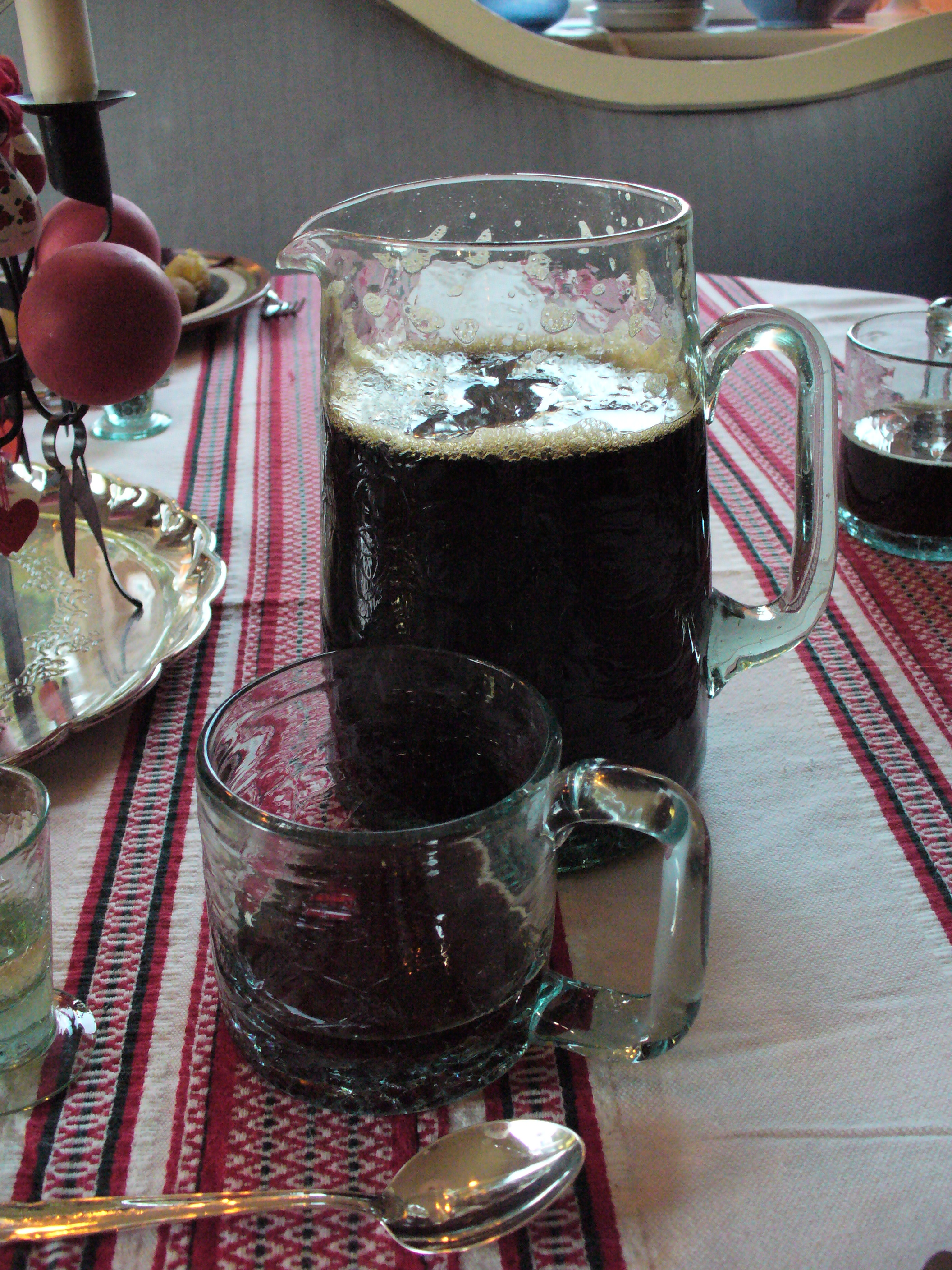
Юлмуст в гальбі (на розлив)